# Monte Eolus
El monte Eolus (en inglés: Mount Eolus, también conocido como Mount Aeolus, Mount Aoleus o Mount Eoleus) es un pico en las montañas Needle (lit., montañas [de la] Aguja), una sierra secundaria de las montañas de San Juan en el suroeste de Colorado en Estados Unidos. Es el punto más alto del condado de La Plata. Según el Servicio de Información de Nombres Geográficos de los Estados Unidos su cima tiene una altura de 4295 m.
Su nombre proviene de Eolo, el dios de los vientos.